# Couvent de la Visitation d'Autun
Le couvent de la Visitation est un ancien couvent situé rue aux Raz, à Autun, en Saône-et-Loire. Il a été inscrit au titre de monument historique en 1994.

## Personnalités
- Françoise de Rabutin-Chantal (1599-1684), fille de Sainte Jeanne de Chantal et tante de Madame de Sévigné, fréquenta le couvent et repose en la chapelle[2].